# Mijnwerkerskapel

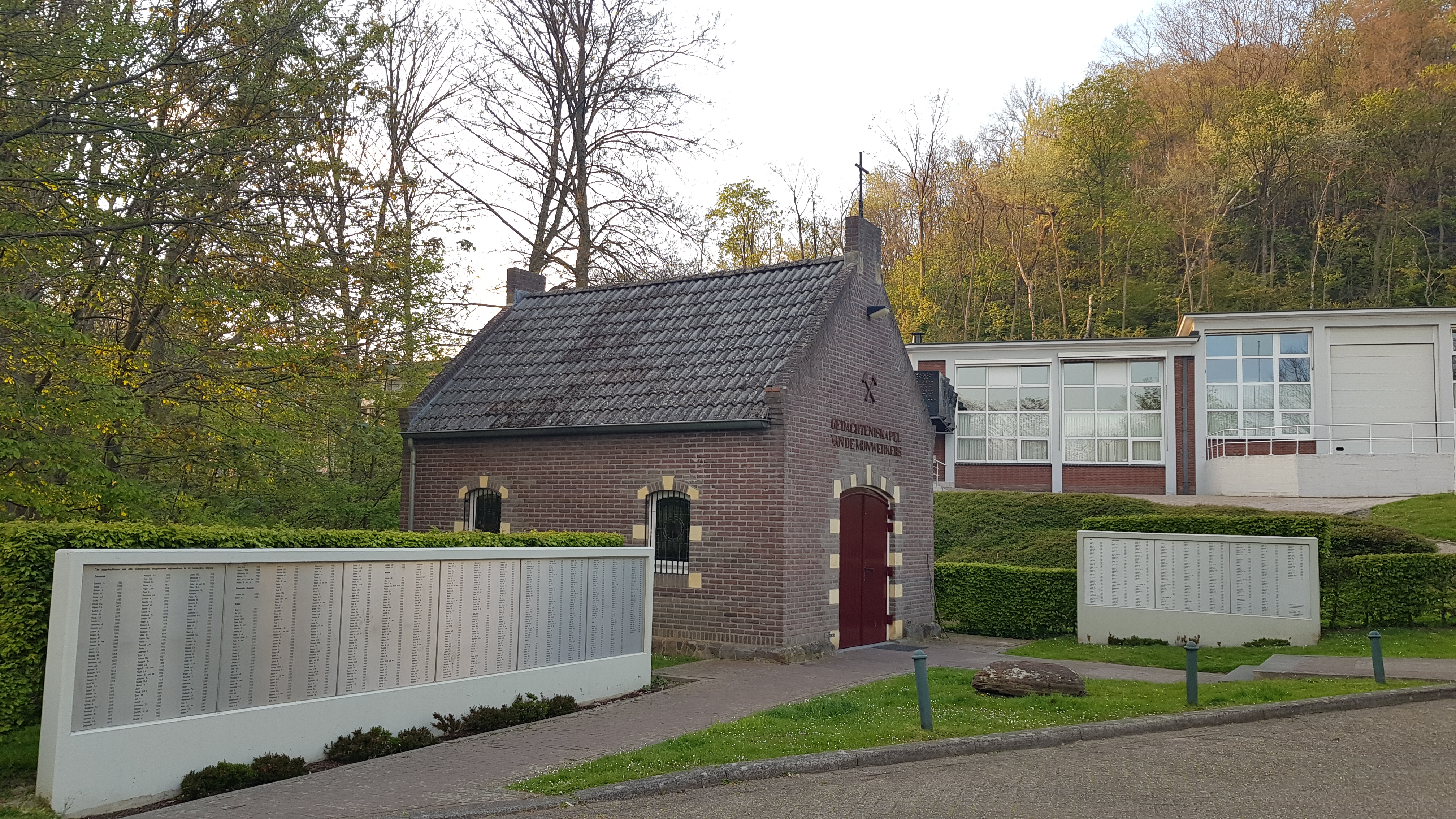
De kapel met de namenlijst van omgekomen mijnwerkers

Schlägel und Eisen

De Mijnwerkerskapel is een kapel gelegen nabij Terwinselen (gemeente Kerkrade), doch behorende tot Schaesberg in de Nederlands Zuid-Limburgse gemeente Landgraaf. Het monument ligt aan Casinolaan 15 op het terrein van de voormalige Staatsmijn Wilhelmina, die tot 1969 in productie is geweest. Het terrein is na de mijnsluiting omgevormd tot Park Gravenrode. De kapel staat aan de voet van de Wilhelminaberg.
De kapel heet officieel: Gedachteniskapel van de Mijnwerkers en is gewijd aan de Heilige Barbara, die patrones van de mijnwerkers is. De kapel is ingericht ter nagedachtenis aan de 1169 ondergronds en 286 bovengronds omgekomen mijnwerkers van alle Zuid-Limburgse mijnen. De ruim elfhonderd namen van de ondergronds omgekomen mijnwerkers zijn op twee muren ter weerszijden van de kapel aangebracht, terwijl de namen van de bovengronds omgekomen kompels op een plaquette in de kapel zijn te lezen.

## Geschiedenis
In 1949 werd het gebouw gebouwd en was oorspronkelijk het mortuarium van de Staatsmijn Wilhelmina. Na enkele jaren werd het omgebouwd tot transformatorhuisje. Tot 2001 was het als zodanig in gebruik. 
In 2001 besloot men het opnieuw om te bouwen, en wel tot gedachteniskapel. Als zodanig werd de kapel in 2002 ingezegend.

## Bouwwerk
In de kapel bevindt zich een Sint-Barbarabeeld, vervaardigd door ex-mijnwerker Sjef Drummen. Dit beeld stond aanvankelijk in de Ondergrondse Vakschool van de Staatsmijn Emma. Vier gebrandschilderde ramen, vervaardigd door ex-mijnwerker Ger Bäumler, tonen mijnwerkerssymbolen: De schachtbok, de mijnlamp, de gekruiste hamer en moker, en het gezicht van een mijnwerker in uitrusting.
Het gebouw is een eenvoudig rechthoekig gebouwtje onder zadeldak, met enige natuurstenen blokken als omlijsting van de toegangsdeur en de vensters. Op de kapel bevindt zich een smeedijzeren kruis, vervaardigd door de heer Mennens uit Simpelveld.